# Wheatacre
Wheatacre – wieś w Anglii, w hrabstwie Norfolk, w dystrykcie South Norfolk. Leży 28 km na południowy wschód od miasta Norwich i 162 km na północny wschód od Londynu.